# NGC 200
NGC 200 је спирална галаксија у сазвежђу Рибе која се налази на NGC листи објеката дубоког неба.
Деклинација објекта је + 2° 53' 13" а ректасцензија 0h 39m 34,7s. Привидна величина (магнитуда) објекта NGC 200 износи 12,7 а фотографска магнитуда 13,5. Налази се на удаљености од 69,703 милиона парсека од Сунца. NGC 200 је још познат и под ознакама UGC 420, MCG 0-2-112, CGCG 383-60, IRAS 00370+0236, PGC 2387.